# فولكسشبورت

شعار فولكس سبورت ، مستوحاة من كتيبة العاصفة الألمانية

فولكسشبورت ( الألمانية فيرباند فولكسشبورت، ناسيونال سويزياليستشير فيرباند فور ڤاندرن، رادفاهرن ) الجناح شبه العسكري لحزب العمال الوطني الاشتراكي الألماني (DNSAP) في تشيكوسلوفاكيا بين عامي 1929 و1932، وكانت تعمل فيما بعد بطريقة غير قانونية.  
تأسست في 15 مايو 1929 على سبيل المثال من كتيبة العاصفة من قبل هانز كريبس Paul Illing [الإنجليزية] تحت ستار منظمة رياضية. 
تم حظرها في 22 فبراير 1932 من قبل السلطات التشيكوسلوفاكية.

## صالة عرض

Paul Illing (de), official and Deputy Director of the Volkssport